# Rainer Schark
Rainer Schark  (* 1944 in Pirna) ist ein deutscher Mathematiker.

## Leben
Rainer Schark studierte Mathematik und wurde 1972 an der Technischen Universität Berlin mit der Arbeit „Über eine Funktion aus der diophantischen Approximation“ bei Jörg Michael Wills und Ernst Max Mohr promoviert. Er war anschließend in der freien Wirtschaft tätig.
1974 erhielt er einen Ruf auf die Professur für Mathematik für Ingenieure an die Gesamthochschule Siegen. Von 2004 bis 2006 war er Dekan des Fachbereichs Mathematik. 2008 wurde er emeritiert.

## Schriften
- Vektoranalysis und Funktionentheorie, Verlag Chemie, Weinheim 1982, ISBN 3-527-21092-X, Physik Verlag ISBN 3-87664-592-1
- Konstanten in der Mathematik, variabel betrachtet (= Deutsch Taschenbücher, Nr. 76), Harri Deutsch 1992, ISBN 3-8171-1231-9
- Vektoranalysis für Ingenieurstudenten (= Deutsch Taschenbücher, Nr. 77), Harri Deutsch 1992, ISBN 3-8171-1232-7
- Funktionentheorie für Ingenieurstudenten (= Deutsch Taschenbücher, Nr. 78), Harri Deutsch 1993, ISBN 3-8171-1233-5
- Mathematik notwendig gesehen, hinreichend verstehen! (= Deutsch Taschenbücher, Nr. 82), Harri Deutsch 1994, ISBN 3-8171-1355-2
- mit Theo Overhagen: Mathematik – Ein Lehr- und Übungsbuch. Band 4: Vektoranalysis, Funktionentheorie, Transformationen. Harri Deutsch 2008 (2. Auflage), ISBN 3-8171-1823-6